# Peperomia marivelesana
Peperomia marivelesana är en pepparväxtart som beskrevs av C. Dc.. Peperomia marivelesana ingår i släktet peperomior, och familjen pepparväxter. Inga underarter finns listade i Catalogue of Life.